# 吉他

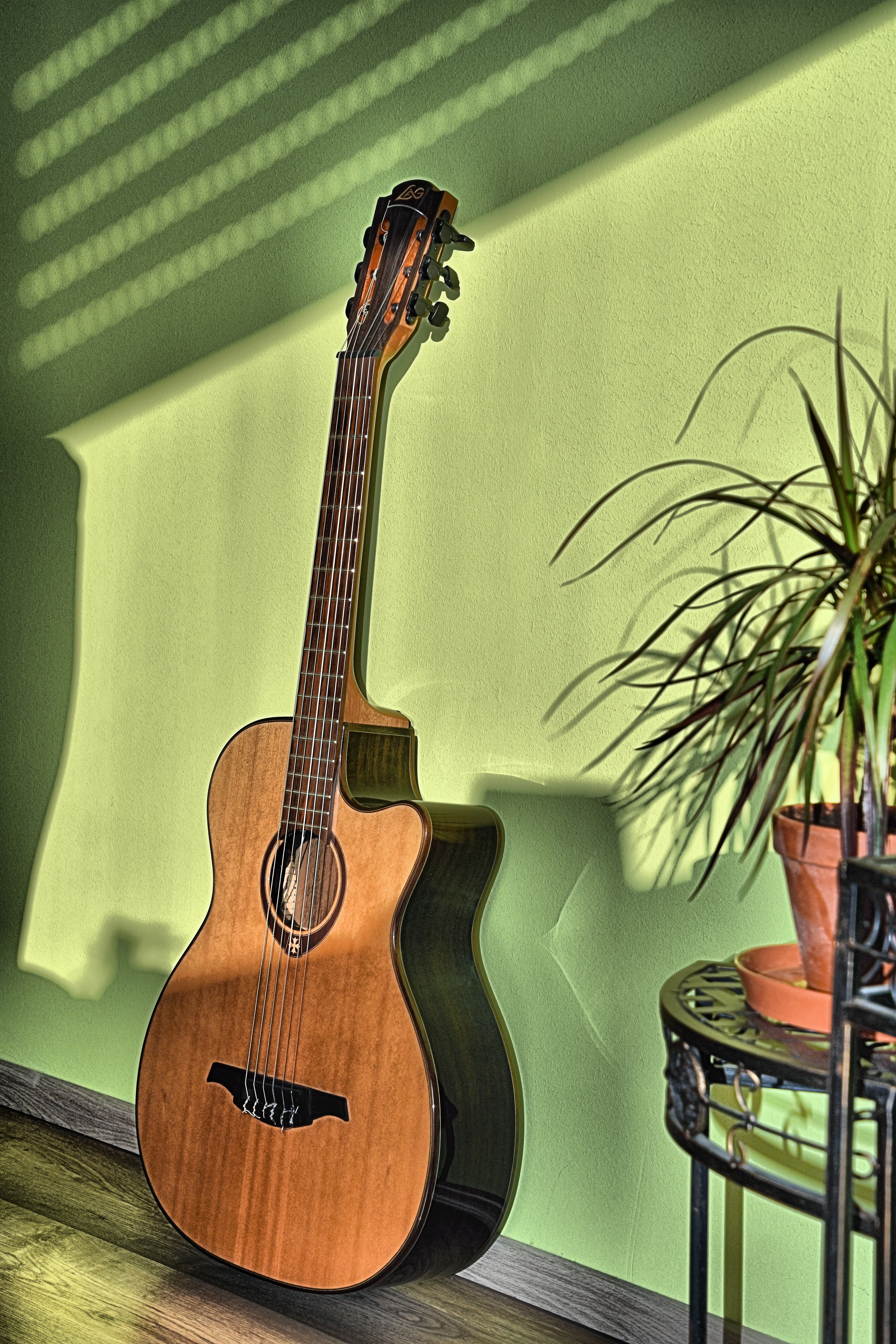
古典吉他

（又稱「六弦琴」），是一种弹拨乐器。通常有六條弦，形状与提琴相似。吉他在流行音樂、搖滾音樂、藍調、民歌、佛朗明哥中，常被視為主要樂器；在古典音樂的領域裡，結他常以独奏或二重奏的型式演出；在室内乐和管弦乐中，吉他亦扮演著相當程度的陪襯角色。

## 源流與發展

### 語詞流傳

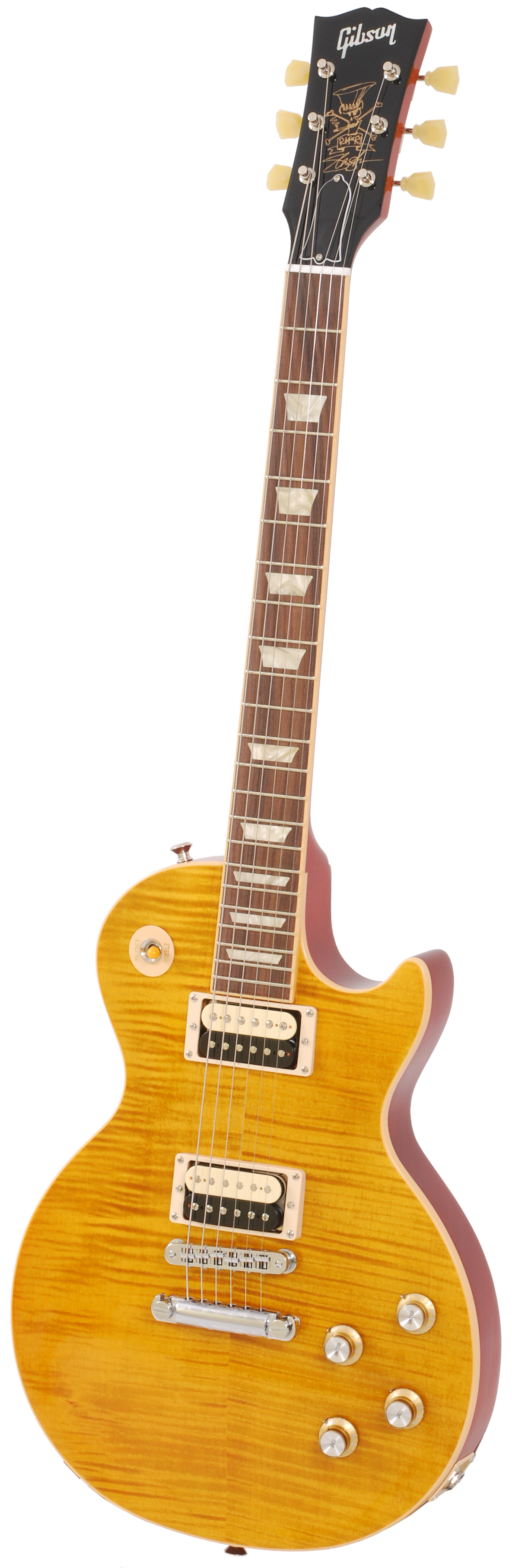
電吉他

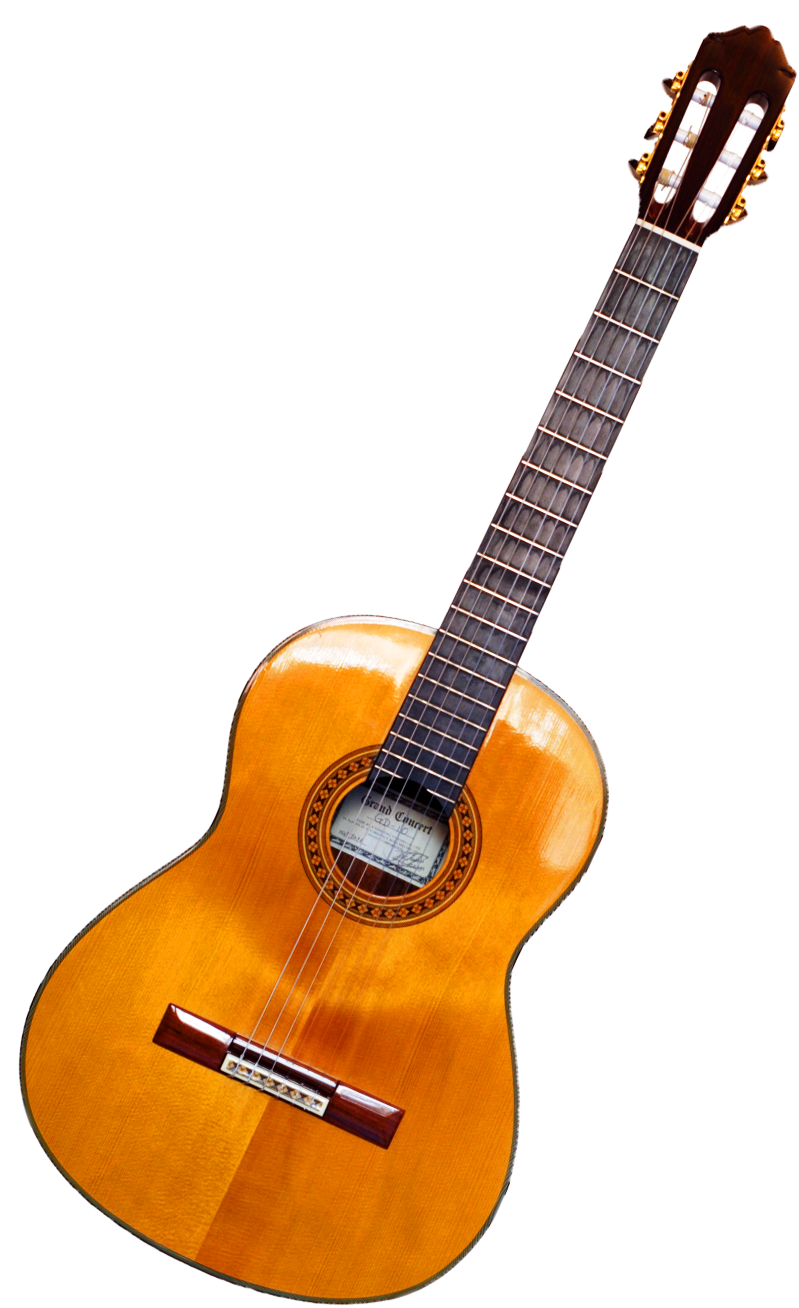
古典吉他（尼龍線）

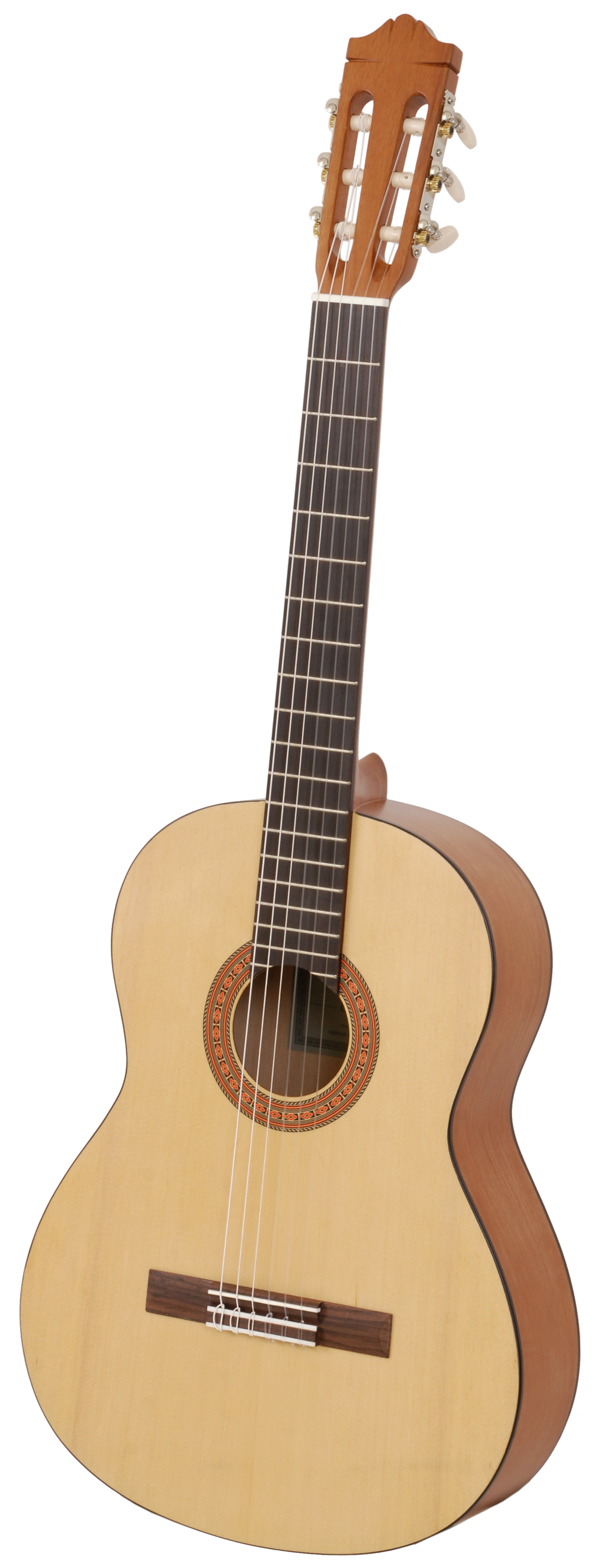
民謠吉他（鋼弦）

「吉他」一詞，來自英語的音譯。而自古至今，即便是使用不同的語言文字的國家，對於這個樂器的稱呼，都有相似的發音，例如：西班牙語，；法語，；德語，；意大利語。而「tar」這個字根，則是出自梵語，在波斯（今伊朗）及北印度一帶，有「弦」的意義；後來這個語詞的流傳，又經歷了古希臘的 ，阿拉伯語的 ，以及古法語的 ，最後才演變為現代英語 。

### 追本溯源
吉他雖然是一種古老的弹拨乐器，但关于它的起源卻是眾說紛云。
因為已知最早像結他外觀的魯特琴族樂器，首見於三千多年前的赫梯(西台)的遺址上彈奏內彎呈8字形的樂器的浮雕，可之後一直沒有實物或其他記載。赫悌音樂的英文維基
目前所知道的说法有三种：第一种就是前面所描述的，源自欧洲古希腊的西塞拉琴 kithara（Cithara）。第二種，是美索不達米亞平原的長頸魯特琴演變說。第三種則認為，吉他是演變自古埃及的哥普特琉特琴（Copric Lute），由當時的阿拉伯－摩尔人传入欧洲，并逐渐演变成的今天的吉他。早期有關音樂的文獻，大部份都已散佚，因此在沒有確切證據的情況下，吉他的起源仍是沒有結論，但它久遠的歷史，則是顯而易見的。在埃及的許多考古資料中，曾經發現四種很像魯特琴的樂器，因此就有學者認為，這種樂器就是吉他的前身。早在紀元前一世紀左右，也有學者在今印度、巴基斯坦附近的石雕上，發現貌似吉他的魯特琴，而這種魯特琴又比埃及魯特琴還要像吉他，因此也有學者認為，吉他便是經由印、巴一帶流傳到歐洲。

### 演進歷程
在中世紀階段，歐洲音樂仍未發展出完整的和聲概念，因此吉他展開了漫長的演進之路：
- 在中世晚期的十三四世紀出現了第一種擁有像結他造型的，葫蘆型小型魯特琴吉藤琴[1]。Youtube上的吉藤琴彈奏短片 （页面存档备份，存于）
- 文藝復興時期之初，有一種李形平背的低價中型魯特琴，稱為西藤琴[2]，youtube上的西藤琴彈奏 （页面存档备份，存于）其擁有平底和由整塊木頭制成而易制作和被手握持。
- 文藝復興晚期（十六世紀初）晚於上兩者出現了和梨型的魯特琴有分別，早期的接近結他葫蘆造型的大型比维拉琴。
- 巴洛克時期：
- 通过西班牙的制琴师和演奏者不断的探索和改进，吉他逐渐演變为类似现在常见的古典吉他。同时，随着吉他的发展，也产生了许多著名的吉他演奏家和教育家。另外，当时的西班牙皇室将这个“平民的小玩意”定为正式的宫廷乐器，这也使得吉他进入了发展的第一个黄金时期。
- 古典時期（十八世纪中后期）：德国人将原来的五弦吉他改装成六弦吉他，而且皆改為單弦，不再使用弦組。这樣的改變，使得吉他的发展步入第二个黄金时期。
- 19世纪初：吉他的外觀開始定型，並慢慢演變成我們現今所看到的樣子，更以其独特的魅力风靡全世界，在这段期间，涌现了许多杰出的吉他演奏家和作曲家。
- 19世纪后期：被誉为“现代吉他之父”的弗朗西斯科·塔雷加和塞戈维亚，在总结前人经验的基础上，改进完善了许多演奏技巧，并创作了大量且优秀的吉他作品，使得一度流行于民间的吉他，终于真正登上古典音乐的圣堂。这是吉他发展史上的第三个黄金时期。
- 20世纪至今：吉他已经成为世界上最为风靡的乐器之一，其多样的风格、出色的表现力、丰富的技巧、迷人的音色无不深深吸引着人们。

## 吉他的分類

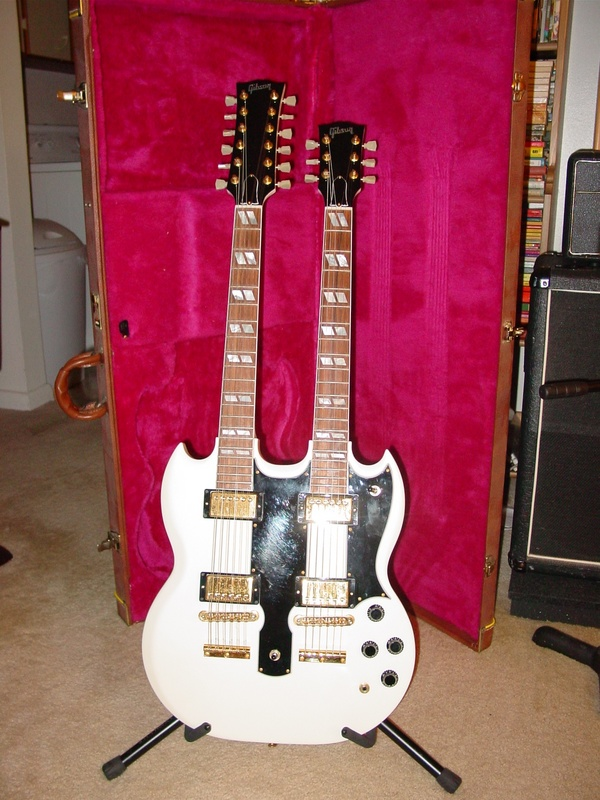
雙頸吉他

吉他可概略分為兩大類：其一，是歷史悠久，以木製共鳴箱擴音的木吉他。其二，是發明於二十世紀，以拾音器加上揚聲器來擴音的電吉他。木吉他常被用於古典音樂、民間音樂及流行音樂的演奏或伴奏。電吉他則是在搖滾樂、藍調、爵士樂及流行音樂中，佔有其特殊的地位。而電吉他的發明與問世，對西方流行文化及音樂發展也有很重要的影響。然而，隨著電子科技與工藝技術的進步與結合，吉他的面貌及內涵，又有了更多的轉變。現代的吉他，依據其構造方式、發聲原理、功能取向的不同，又可以再細分：
- 夏威夷吉他：包括夏威夷吉他和电吉他，定弦和姿势弹奏方法与西班牙吉他完全不同，以弹奏旋律为主，声音优美。
- 西班牙吉他，分为三类：
  - 古典吉他：又名西班牙吉他，又名西班牙古典吉他。主要演奏古典乐曲，技巧丰富，艺术性很高，主要使用尼龙弦，声音柔和典雅。
  - 民谣吉他：主要为歌曲伴奏或自弹自唱，可以用手指或拨片（pick匹克）弹奏，娱乐性很高，采用钢弦，声音明亮。
  - 佛朗明哥吉他：发源于安达卢西亚地区，过去为舞蹈和歌曲伴奏，后来借鉴古典吉他技巧，艺术性得到提升可以独奏，外形和古典吉他类似，采用尼龙弦。
- 电吉他 ：第一把电吉他是在木吉他的基础上加装拾音器連接揚聲器来扩大音量，后来大多都采用实心吉他（爵士樂還是有繼續使用空心電吉他），是现代流行音乐和摇滚乐中重要的伴奏和独奏乐器。

## 吉他的構造
|  |

### 木吉他
現今常見的木吉他，普遍都是六條或十二條琴絃，但亦有四絃、八絃、十絃的型式。而其整體由「琴頭」、「琴頸」、「琴身」三大部份所組成。

#### 琴頭（Head）
琴頭的主要作用，在於支撐吉他前端的琴弦張力。而在外觀的設計上，琴頭正面多半會印有吉他的品牌標誌；有些客製化的吉他，則會在琴頭嵌上裝飾圖案；有些吉他則會在琴頭外緣嵌上護邊。琴頭與琴頸交界之處，也是很脆弱的部位，很容易因為碰撞而發生斷裂。

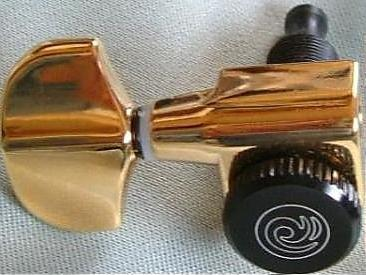
弦鈕

- 弦鈕（Tuning Heads）：有齒輪式及油壓式兩種，主要用來調整琴弦的張力。琴弦張力愈高，聲調也愈高，反之則愈低。弦鈕的材質，以塑膠-金屬、木材-金屬的組合較為常見。

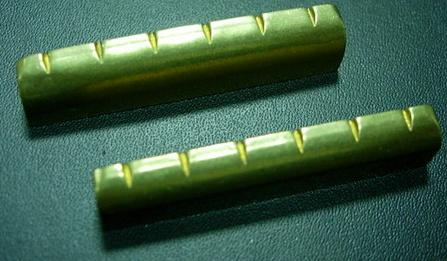
黃銅材質之上弦枕

- 上弦枕（Nut）：置於琴頭與琴頸的交接處，主要用來維持吉他前端琴弦和指板間的距離。弦枕上會有淺溝用以固定琴弦位置，防止滑動。弦枕的常見材質，有塑膠、駝骨、牛骨、塑鋼以及金屬等。

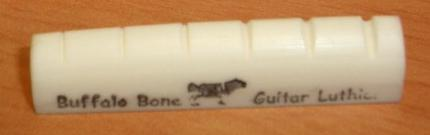
牛骨材質之上弦枕

#### 琴頸
琴頸和指板的材質與音色息息相關。楓木（maple）琴頸能產生明亮的聲音，並大大增強大琴體吉他的高頻表現，而桃花心木（mahogany）則會將整體音色變得更為溫暖，更具木質感。
- 指板：指板也對整體音色有所影響，雖然它的作用就像蛋糕上的糖衣，而不是蛋糕本身。巴西玫瑰木，以及與它相近的熱帶雨林類似木種，能增加亮度與延音，而印度玫瑰木則能夠讓中頻更肥厚。基本上只有黑檀木（Ebony）可以用在音樂會琴上，上品的黑檀木顏色烏黑而帶光澤，密度及硬度均十分高，作為指板也確實是很好的材料。產地以非洲的較好，而其他熱帶地區亦有生產，但一般均缺少光澤，密度亦稍有不如。

#### 琴身（Body）
亦可稱為共鳴箱，木吉他賴以發聲的關鍵之處，其整體係由面板、側板及背板所接合而成。相較於琴頭與指板，琴身的面積較為寬廣，因此也是廠商常用來展現吉他裝飾藝術的重點部位。面板與背板皆是平面，但有部份木吉他因為外觀設計、聲響效果或木材用料的因素，其背板會有些微的弧度。而面板、側板及背板的木料選用，則是影響吉他音色與響度的決定性因素。
- 面板（Top）：吉他琴體的每個部份各有所長，只是影響有深有淺，一般觀點而言，決定吉他音色表現的因素中，面板，似乎造就了琴體對於彈奏的反應，反應的速度、延音的長短、泛音的音色，以及每個音符基本音色的力度和質感。多數製琴師認為，面板用材對於樂器的音色，有著決定性的影響。常見面板材料如：桃花心木（mahogany）、紫檀木（rosewood）、楓木（maple）、黑壇木（ebony）以及雲杉木（spruce）。

面板可分為單板及合板，單板是由一整塊完整的木材所製成，音色與各方面表現都遠大於合板；合板是由品質較差的木材或是木屑以人工的方式壓合而成，音色與各方面表現較差，但因售價便宜，常用於給初學者的入門琴，其特色是琴身會经過噴漆上色，色彩較為多樣化，而單板琴多數不會這樣做（漆會影響音色的表現），而是顯現木材的原色。

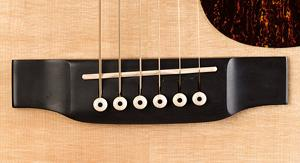
琴橋

- 琴橋（Bridge）：與指板一樣，多是以質地堅硬且密度高的木料製作，主要用來支撐吉他的後段琴弦張力，並透過下弦枕把琴弦的振動傳遞至面板。琴橋上會有一個細長型的溝槽，用來放置下弦枕及拾音器；另外也會有數個圓孔排成一列或二列，用來安裝琴弦及弦釘；而圓孔的個數，則是依琴弦數量來決定。如同指板與音色的關係一般，琴橋的用料，對於整體音色沒有太大作用，但是對於琴體其他部分的音色，有所加強或影響。而琴橋在面板上的位置，是決定吉他音準的因素。

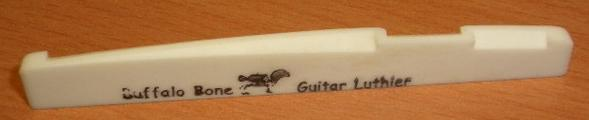
牛骨材質的下弦枕

- 下弦枕（Saddle）：常見的製作材料為塑膠、獸骨（牛骨、駝骨、象牙）或是塑鋼與金屬。下弦枕對吉他音色的影響程度，佔大部份，其主要作用是將琴弦的振動傳遞至琴橋，並決定琴弦與指板的間距。（弦枕工藝坊）

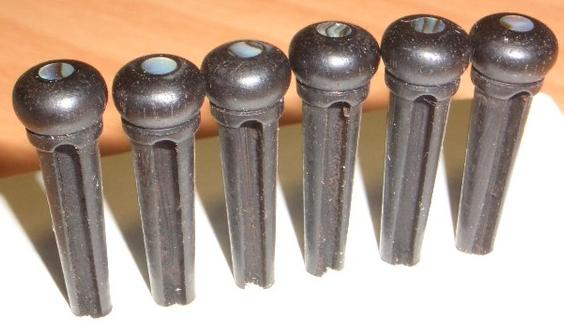
以黑壇木製作的弦栓

- 弦釘（Bridge pin）：亦稱為弦栓，多以塑膠製作，所反映音質最差。市面上亦有黑檀木或其它材質的弦釘，其作用是固定安裝在琴橋上的琴弦及傳遞弦上的震動去琴身而產生音響。弦釘材質對吉他音色的有一定的影響,部分吉他廠牌使用無弦釘設計。
- 響孔（Sound Hole）：吉他發聲的主要部位，當琴弦振動時，其振動所產生的聲音頻率，會透過下弦枕傳遞至琴橋，再由琴橋傳遞至面板，接著再擴散至側板及背板，最後在琴身內部逐漸形成共鳴，並透過背板將聲音反射到響孔外。

### 電吉他
運用電磁学原理，切割拾音器上磁感線引起不同頻率的電流，再利用音箱還原電流的電子樂器。

#### 琴頭（Head）
琴头上主要是为了安装卷弦器，而且琴头上还显示了吉他的品牌、生产日期及编号等信息。

#### 琴頸（Neck）
琴颈上面有一个个琴格，用来调节吉他的音程，琴颈的形状一般有U字型和三角形。像fender的吉他一般有21个琴格，gibson的吉他有22个琴格，现在很多吉他已经有24个琴格了，应当根据自己的需要购买适合自己的吉他。

#### 琴身（Body）
以琴身形狀來區分，主要可分為LP、ST、TELE、SG、V等形狀。
若以特性來分，大略可分成空心（hollow body）、半空心（semi-hollow body）、腔心（chambered body）、實心（solid body）琴體之電吉他，以及各種材質製成之琴體，都與弦的共鳴略有差異，使得弦被捕捉到聲音各異其趣。而實心電吉他最早被爵士樂手兼發明家萊斯·保羅設計出來是為了解決半空心吉他較容易出現回授的問題。
實心琴體的電吉他在往後更進一步的影響了近代音樂的發展，由於對琴體本身的依賴性較不如木吉他，在造型上通常能取得較大幅度的自由。
空心、半空心、半實心由於經常地使用在爵士樂上，所以又常被稱為爵士吉他。

#### 琴橋（Bridge）
常見的琴橋有固定式、大搖座、小搖座。

#### 拾音器（Pick-up）
感應弦的振動並將之轉化為電子訊號之裝置。可粗略的分為單線圈（singal coil）、雙線圈（humbucker），雙線圈又可分封閉式及開放式，並有被動式及主動式之差異。
被動式為一般傳統只靠感應起電之電流做為訊號發出之拾音器，主動式為了減少對雜訊的接收，本身的感應力通常不若被動式，但此同時又造成了訊號不夠強烈，所以再加上了一枚電池給電以增強訊號。而一般電吉他會配置一至三個拾音器，配置在琴體上不同的位置，會有略異音色表現。

## 表演風格

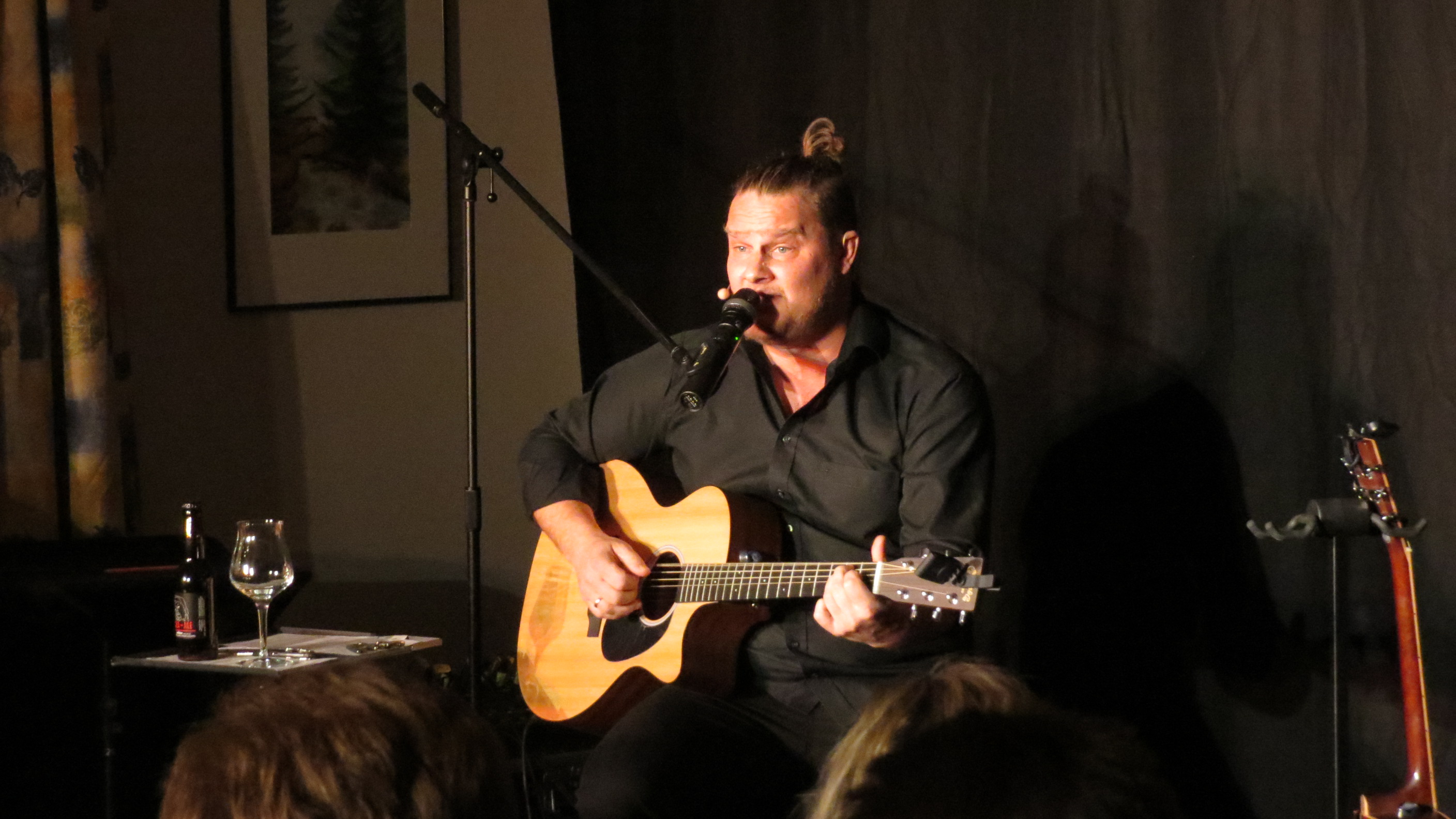

- 古典風格：使用古典吉他 彈奏，可說是吉他演奏中艺术性最强的一种，對於彈奏姿勢及單音的音色處理特別講究，通常以独奏或二重奏的方式來演奏传统的古典音乐。
- 民謠：使用民谣吉他（鋼弦吉他）彈奏，最早是美国西部乡村音乐的伴奏乐器，現今多用於流行音樂的歌唱伴奏，可以說是最為普遍的吉他彈奏型態。
- 弗拉明戈（Flamenco）：一种發源於西班牙南部的藝術形式，具有強烈節奏性，帶給人們熱情奔放的感受。除了吉他的演奏之外，通常還會伴隨歌唱及舞蹈來表現，其音樂風格亦有濃厚的拉丁民族特色。
- 指弹風格（FingerStyle）：不限彈奏的吉他種類，也不限彈片的使用。此種彈奏風格，可說是集古典吉他、民謠吉他，再加上少部份電吉他彈奏手法與技巧於一身的綜合體，因此指彈吉他在樂曲聲響效果的表現上，可說是相當地多豐富且多元。除了古典樂曲、流行歌曲的改編與演奏之外，在另一方面，更有演奏家創作了許多有個人色彩的樂曲如押尾光太郎，鄭成河，岸部真明,Marcin Patrzalek, Andy McKee , don ross , okapi ，小松原俊，伍伍慧等等. 同時指彈也衍生出了很多技巧比如Am(attack mute )(nail attack) pm(palm mute） thumb attack 等等
- 法朵：發源於葡萄牙的一種傳統民歌。
- 搖滾風格（Rock）：使用電吉他彈奏，起源於1940年代美國，配合爵士鼓、低音吉他（貝斯）、人聲演出，彈奏方式依據分類而有所不同，大部分皆注重節奏感及速彈等技巧。

## 技巧
- 滑音（Slide）：按著某一格並播出聲音後，按弦手指或滑音管在琴弦持續上下滑動，使用滑音管吉他的演奏手法源於十九世紀美國小酒館中藍調樂手以酒瓶制造出獨特的響聲。
- 搥弦（Hammer-On）：以持頸之手手指擊打琴弦。
- 點弦（Tapping）：槌弦之外加上撥奏之手手指擊打琴弦，此演奏技巧以埃迪·范·海倫為典範。
- 勾弦（Pull-Off）：手指擊打琴弦之後，緊接著撥動琴弦。
- 推弦（Bending）：撥動琴弦後，壓弦的手指或上或下的扯緊琴弦來提升音高，常見於藍調類型音樂的演奏手法。
- 顫音（Vibrato）：如同推弦，但不推弦至持續的指定音高，而是以該品格的音高為基準製造連續的起伏，作法為壓弦手按住琴弦，快速搖動。
- 搖桿（Vibrato Bar）：搖桿通常加裝在電吉他上，通過對搖桿的操作可以改變樂音的高低，搖桿前傾可使弦的張力減低，音高下降，反之上升，而通常只有大搖座型的搖桿可以做到後傾的動作。
- 自然泛音（Natural Harmonics）：撥奏之後，一般以持頸之手手指輕觸琴弦以分割和倍化頻率，指奏法則常使用撥湊之手的拇指撥弦，食指觸弦。
- 人工泛音（Artificial Harmonics）：原理同自然泛音，通常是在使用撥片時，在撥奏的瞬間大拇指內側的指肉觸及琴弦來引發泛音，是為了更快速的取得泛音效果而衍生的技巧，因為分割點不同於自然泛音，所以音高與同品位的自然泛音不同。
- 琶音（Arpeggio）：將和弦內的每個組成音個別的彈奏出來，這種技巧後來進一步催生了掃弦。
- 掃弦（Sweep Picking）：常見於電吉他速彈上，掃弦是一種表現琶音的方式，實際上並不拘限於以合弦內音構成，而琶音亦不一定要由掃弦表現，彈奏時撥片像是刷合弦一般的迅速掠過各琴弦，另一手手指按過該合弦的組成內音的琴格。
- 打弦（Slap）：多用於低音吉他（Bass）以及放克樂風上，這種技巧始源於早先為了彌補樂團出缺少鼓手給予一個明顯的主節奏。
- 迴授（Feedback）：在電吉他或裝設拾音器的木吉他上使用的技巧，做為一種特效被使用著，最早僅是常出現在半空心電吉他麻煩的問題。
- 琴弓（Bowed Guitar）：在吉他上使用提琴弓或是其它弦樂器的琴弓，大多數吉他後琴橋沒有曲線，琴弦多半落在相近的水平高度上，使得拉奏各弦較提琴不易，使用此技巧較為人知的有吉米·佩奇和Jón Þór Birgisson。
- 颤指（輪指）：古典吉他最迷人的演奏技巧之一，指先後以彈奏手手指撥掠過琴弦。其中塔雷加（Tárrega）的《阿爾罕布拉宮的回憶（Recuerdos de la Alhambra）》是輪指奏法的代表作。
- 打板 ：敲打琴體的各部位的不同響聲，通常在空心吉他上表現這種帶有打擊樂器特色的技巧，常作為彈奏的轉折橋段或用來表現節奏。
- 右手悶音（Right Hand Muting）：以右手（撥弦手）手掌輕輕蓋住下弦枕附近的弦並撥弦，使音色較不明亮，常用於電吉他彈奏。
- 左手悶音（Left Hand Muting）：以左手（按弦手）手指輕輕壓在弦上並撥弦，發出沒有音高的扣擊聲；或撥弦後鬆開左手，使旋律中斷，常用於電吉他彈奏。
- 自然泛音悶音（Natural Harmonic Muting）：以一隻左手（按弦手）手指輕輕壓在弦上（通常為低音弦）並撥弦，發出高音的泛音，此技巧的泛音不太在意音高為何，常用於電吉他彈奏。
- 速彈（Shred guitar）：常見於電吉他的技巧，以十六分音符並用高速快速彈奏，使用方式諸多。
- Am技巧（attack mute 或 nail attack)AM技巧，是利用右手中指无名指去击打琴弦并加上小指打板，食指回扫完成的一系列动作及声音效果。 首先将手拱起放于琴弦上方，手的发力点是中指与无名指的大关节处；其次，小指敲板的同时，微微收着的中指和无名指，借着挥动的力量，用弹出的指甲盖部分顺势击弦，同时拇指和食指有一个向外张开的动作然可以衔接拨弦或扫弦. Am 技巧的代表作有 押尾光太郎的fight ，月亮的眼泪和中国指弹演奏家的无题
- pm技巧 在大鱼际打到面板的同时，用中指或者和无名指一起用指甲盖弹击弦。然后用食指往上拨然後用手指、指根和一點的手掌拍在弦上讓弦擊到指板，然後把以上3個動作排出不一樣的順序然後變成一個組合就是pm節奏型代表有押尾光太郎的landscape

## 知名吉他手
- 吉米·亨德里克斯（Jimmy Hendrix）：美国摇滚吉他手，被《滚石杂志》誉为“最伟大的吉他手”。
- 汤米·依曼纽（Tommy Emmanuel）：澳大利亚吉他手。以其复杂的指弹风格，充满活力的现场表演，以及在吉他上运用打击乐效果最为著名。有「地表上最強吉他手」之美稱。
- 乔·塞奇尼：美国器乐摇滚吉他手，获多项格莱美奖提名。
- 史帝夫·範：意大利裔美國搖滾吉他手，作曲家，製作人，養蜂人和演員。
- 帕克·德·路西亚（Paco de Lucia）：西班牙吉他作曲家，演奏家。
- 费尔南多·索尔（Fernando Sor, 1778－1839）：西班牙吉他作曲家、演奏家。
- 弗朗西斯科·塔雷加（Francisco Tárrega, 1852－1909）：西班牙吉他作曲家、演奏家。
- 安德烈斯·塞戈維亞（Andres Segovia, 1893－1987）：西班牙吉他演奏家。
- 朱里安·布林姆（Julian Bream, 1933－）：英國吉他演奏家。
- 約翰·克理斯多夫·威廉斯（John Christopher Williams, 1941－）：澳洲吉他演奏家。
- 押尾光太郎（Kotaro Oshio，1968年2月1日－）：日本吉他指彈演奏家。
- 乔治·哈里森（George Harrison,1943年2月25日－2001年11月29日）：英国披头士乐队吉他手。
- 中川砂人（Isato Nakagawa, 1947年1月30日－）：日本吉他演奏家。
- 布莱恩·梅（Brian May, 1947年7月19日－）：英国皇后乐队吉他手。
- 高崎晃（Takasaki Akira，1961年2月22日－）：在日本前50大吉他手得到冠軍的頭銜，所以也得到「日本吉他之神」的美名，是日本搖滾樂「開山始祖」。
- 松本孝弘：日本吉他手，現任日本知名樂團B'z主吉他手兼團長，因其速彈「穩定性」及「準確性」而聞名，是全亞洲第一位獲得美國吉他大廠Gibson的Signature Model之吉他手，與高崎晃一樣擁有「日本吉他之神」的美名。
- 泰勒絲（Taylor Swift）：美國女歌手，以自彈自唱聞名。
- 黃家駒（1962年－1993年）：香港樂隊Beyond主音流行曲歌手及吉他手。
- 黃貫中（1964年－）：香港樂隊Beyond吉他手。
- 劉笙彙（Jesse Liu）：閃靈吉他手，日本ESP吉他代言人之一。
- 盧家宏：台灣知名指彈Fingerstyle吉他演奏家。
- 黃冠龍（1980年－）：台灣吉他演奏家。
- 張逸帆（1981年－）：台灣結他手，因改編Canon in D成搖滾版本Canon Rock而名聲大噪。
- 鄭成河（Sungha Jung）：韓國指彈吉他演奏家。在他九歲時便透過Youtube上傳吉他影片而聲名大噪，被譽為"吉他小神童"。
- 怪獸：五月天主吉他手，本名溫尚翊，為台灣第一人獲得美國吉他名廠Gibson代言人。
- 石頭：五月天副吉他手，本名石錦航，為台灣第一位獲得美國吉他名廠Fender之吉他手。
- PATA：亞洲天團X JAPAN吉他手。
- HIDE：亞洲天團X JAPAN吉他手。
- 大衛·喬恩·吉爾摩：CBE（David Jon Gilmour，1946年3月6日－）：英國著名樂團Pink Floyd的結他手。
- 英格威·瑪姆斯汀：Yngwie Malmsteen，瑞典國寶級結他手、作曲家、歌手，開創新古典金屬樂派，為電結他編寫出古典音樂和管弦樂團合奏的作品。

## 知名品牌

### 木吉他
- aNueNue（台灣品牌）
- Andnes（西班牙品牌）
- Acfis（美國品牌）
- Alhambra（西班牙品牌）
- Alvarez（美日品牌）
- Antonio Aparicio（西班牙古典吉他品牌）
- Antonio Picado（西班牙古典吉他品牌）
- Antonio Sanchez（西班牙古典吉他品牌）
- Ayers（台灣品牌）
- Baden（美國品牌）
- Benson（台灣品牌）
- Blast（中國大陸）
- Blueridge（美國品牌）
- Borya（台灣品牌）
- Bourgeois（美國品牌）
- Breedlove（美國品牌）
- Comet（台灣）
- Cort（韩国）
- Collings（美國知名品牌）
- Crafter（韓國吉他品牌）
- Cole Clark（澳洲吉他品牌）
- Dean（美國吉他品牌）
- Eastman（美國品牌）
- Epiphone（為Gibson子公司獨立出來之品牌）
- Fender（美國品牌）
- Faith（英國品牌）
- Farida（台灣品牌）
- Force（台灣品牌）
- Gary Southwell（英國古典吉他品牌）
- Galaxi（台灣吉他品牌）
- Gibson（美國品牌）
- Godin（加拿大品牌）
- Goodall（美國品牌）
- Gretsch（美國品牌）
- Guild（美國品牌）
- Headway（台灣品牌）
- Hofner（德國品牌）
- Ibanez（日本廠牌）
- James Neligan（比利時品牌）
- John Ray（西班牙古典吉他品牌）
- Jungle Boy（台灣品牌）
- Kapok（中國大陸）
- Kona（美國品牌）
- Lag（法國品牌）
- Lakewood（德國品牌）
- LeeGuitars（台灣品牌）
- Lowden（愛爾蘭品牌）
- Man's（中国大陸品牌）
- Martin（美國品牌）
- Mayson（德國品牌）
- Maton（澳大利亞品牌）
- Mikhail Robert（加拿大古典吉他品牌）
- Morris（日本吉他品牌）
- ODIN（台灣吉他品牌）
- Otto Vowinkel（荷蘭古典吉他品牌）
- Ovation（美國品牌）
- Philip Woodfield（英國古典吉他品牌）
- PSI（台灣品牌）
- Risen（台灣品牌）
- Rodriguez（西班牙古典吉他品牌）
- Rubyrave（台灣品牌）
- Sascha Nowak（德國古典吉他品牌）
- SOLDIN（台灣吉他品牌）
- Seagull（海鷗，加拿大品牌）
- Sebastian Stenzel（德國古典吉他品牌）
- Sigma Guitars（德國吉他品牌）
- Tanglewood（英国原声吉他品牌）
- Taylor（泰勒，美國品牌）
- Takamine（日本吉他品牌）
- Thomas Fredholm（瑞典古典吉他品牌）
- ULTRA（台灣吉他品牌）
- Veelah（台灣品牌）
- Washburn（美國品牌）
- Walden（台灣品牌）
- Yamaha（日本吉他品牌）
- HsienMo （中國品牌）

### 電吉他
- Aria（日本品牌）
- Bacchus（日本品牌）
- B.C.Rich（美國品牌）
- Checksave（台灣品牌）
- Caparison（日本品牌）
- Carvin（美國品牌）
- Cort（韩国品牌）
- Dean（美國品牌）
- DBZ（Dean創辦人Dean Zelinsky離開Dean而另外創辦）
- Edwards（ESP副廠）
- Epiphone（為Gibson子公司獨立出來之品牌）
- Ernie Balls Musicman
- ESP（日本廠牌）
- Farida
- Fender（美國品牌）
- Fernandes（日本廠牌）
- Gibson（美國品牌）
- Godin（加拿大品牌）
- Gretsch（美國品牌）
- G&L（美國品牌）
- Headway（台灣品牌）
- Hofner（德國品牌）
- Ibanez（日本廠牌）
- Jackson（美國品牌）
- James Tyler（美國品牌）
- Kramer
- LTD（ESP副廠）
- Musicman（美國品牌）
- Orville（日本品牌，Gibson旗下品牌）
- PRS（Paul Reed Smith Guitars，美國廠牌）
- Rickenbacker（美國品牌）
- Schecter（美國品牌）
- Squier（為Fender副廠）
- Sunsmile
- SUHR（美國品牌）
- Sterling（Musicman副廠）
- Tokai（日本品牌）
- Tom Anderson（美國品牌）
- Tune
- VALLEY ARTS
- Washburn（美國品牌）
- Yamaha（日本品牌）
- Zemaitis（英國品牌）
- Vintage（英國品牌）

## 吉他競賽
- 大學院校校際吉他音樂邀請賽，簡稱大吉盃，為台灣規模最大的大學院校校際吉他競賽[3]，1998年為首屆。
- Guitar Utopia 烏托邦吉他大賽，由素有吉他詩人封號的董運昌、於2011年春季於台灣開始舉辦一系列的「吉他烏托邦」活動，包括八位吉他手一起錄製唱片、台灣走透透的吉他示範巡演、最終於2011年12月4日舉辦第一屆「烏托邦吉他大賽」後，迄今分別於2012（第二屆）、2013（第三屆）、2015（第四屆）、2018（第五屆）舉行比賽。